# Zakłady Chemiczne Bonarka
Zakłady Chemiczne „Bonarka” (dawniej Krakowskie Zakłady Przemysłu Nieorganicznego „Bonarka” i Fabryka Supertomasyny „Bonarka”) – pierwszy zakład w Polsce, który rozpoczął produkcję sztucznego nawozu supertomasyny po 1945 r. Fabryka działała w latach 1946–2002 i mieściła się w Krakowie, przy ul. Puszkarskiej 9, na terenie obecnej dzielnicy XI Podgórze Duchackie. W zakładach produkowano głównie nawozy sztuczne w tym przede wszystkim supertomasynę, mączkę fosforytową oraz fosforan paszowy.

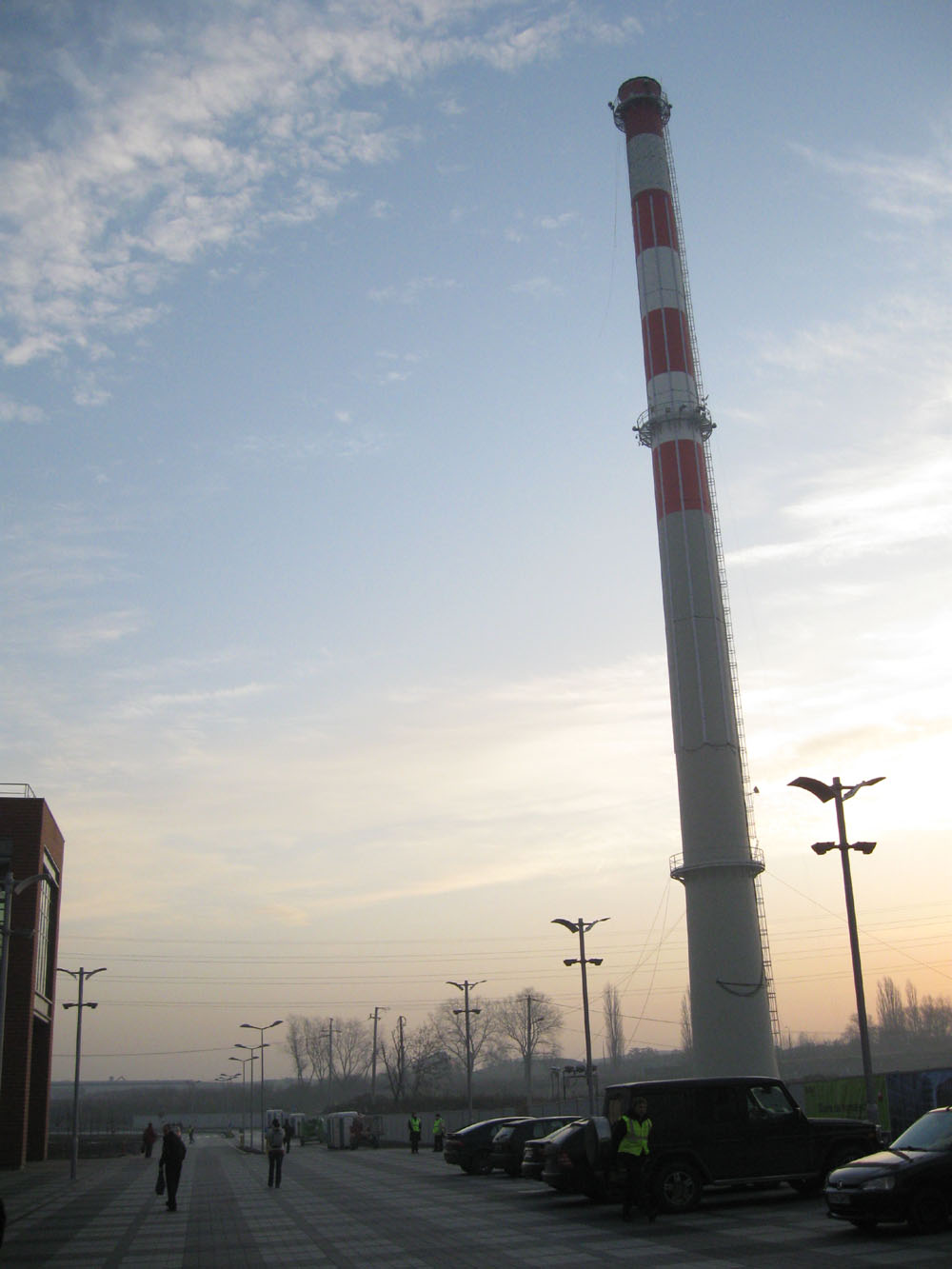
Fabryczny komin, który nie został wyburzony i stał się elementem zabudowy centrum handlowego

## Historia
Fabryka działała wykorzystując urządzenia i teren po Fabryce Portland Cementu Bernarda Libana. Adaptacja pozostawionych obiektów przypada na lata 1946–1948. Produkcję rozpoczęto w 1948 r. Początkowo przedsiębiorstwo funkcjonowało pod nazwą Fabryka Supertomasyny „Bonarka”, a od 1970 r. jako Krakowskie Zakłady Przemysłu Nieorganicznego „Bonarka”. Produkcja fosforanów w Bonarce negatywnie oddziaływała na środowisko przyrodnicze Krakowa. Problem stanowiły emitowane pyły oraz osadniki fluorku wapnia. Po 1989 r. fabryka popadła w problemy finansowe i po krótkim okresie ponownego rozkwitu (1994–1996) została zamknięta w 2002 r. W 2006 r. rozpoczęto wyburzanie zabudowań fabrycznych. Teren poprzemysłowy poddano rekultywacji i wzniesiono tam centrum handlowe Bonarka City Center (otwarte w 2009 r.).